# Wies (Kleines Wiesental)
Wies ist seit dem 1. Januar 2009 der westliche Ortsteil der Gemeinde Kleines Wiesental im Landkreis Lörrach in Baden-Württemberg. Es ist mit 21,8 Quadratkilometern der flächenmäßig größte Ortsteil, der 28 % der Gesamtfläche ausmacht und nach der Einwohnerzahl (628 Einwohner im Jahr 2020) der zweitgrößte mit einem Anteil von knapp 22 %.

## Geografie

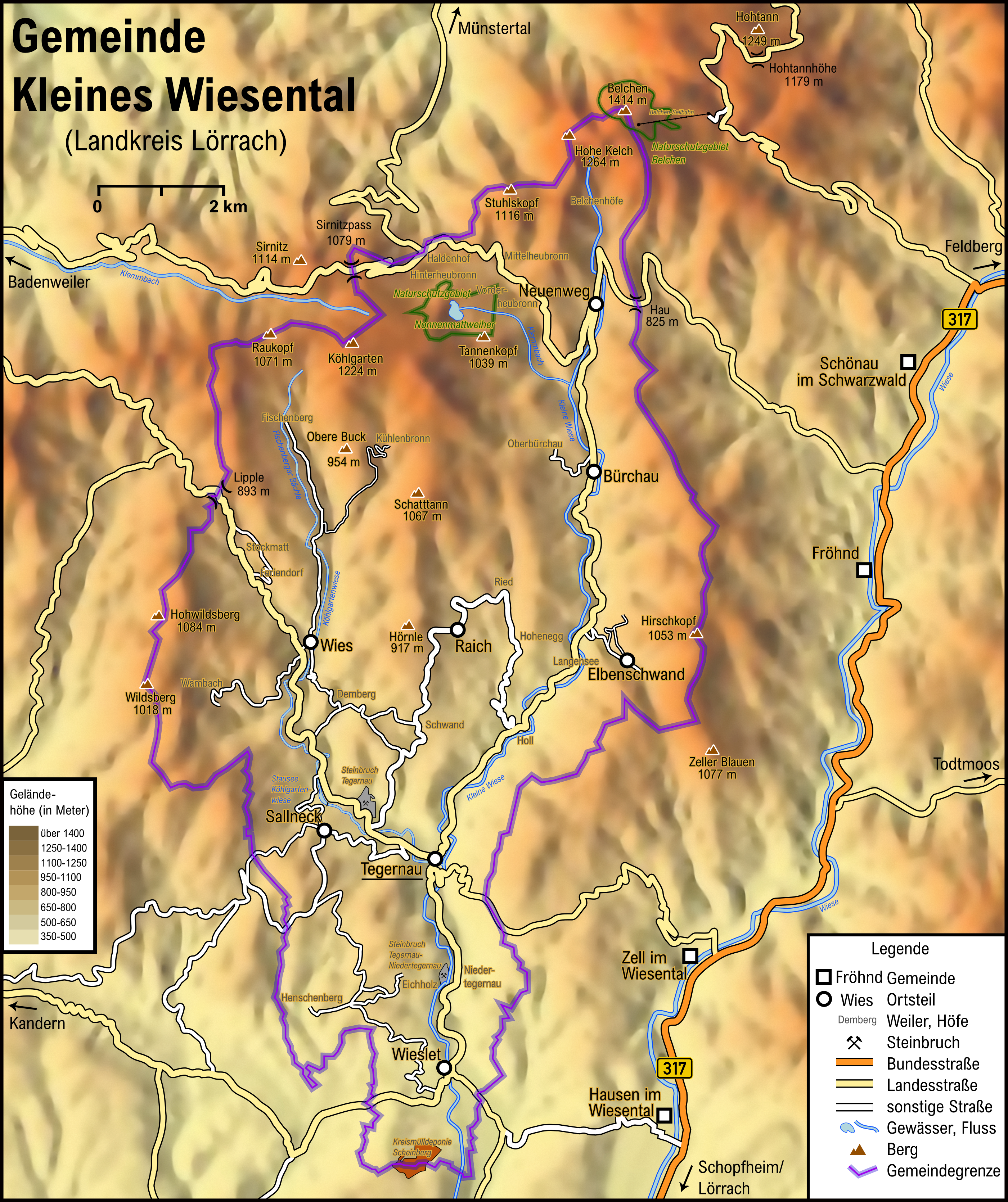
Karte der Gemeinde Kleines Wiesental

### Lage und Geologie
Wies liegt im Naturpark Südschwarzwald im Tal der Köhlgartenwiese in 520 bis 1220 Meter Höhe abseits der Hauptverkehrswege. Der Hauptort liegt beidseitig des Flusses auf rund 590 Meter, nördlich der Landesstraße 140, die von Tegernau kommend hinauf zum Lipplepass ins Kandertal führt.
Mehr als die Hälfte des früheren Gemeindegebiets ist bewaldet und wird von mehreren Bächen durchflossen. Die weiteren Ortschaften zu Wies liegen in den weit verzweigten Seitentälern. In Wies treffen drei Naturräume aufeinander; im Westen der der Blauenmassiv-Hochwildsbergerkamm, im Nordosten der Köhlgartenmassiv-Hochblauenkamm und im Südosten die Kleinwiesentäler Mulde. Im Westen ist durch die Bruchtektonik die Berglandschaft im Westen gestört. Dadurch sind die Flächen bis auf wenige Ausnahmen bis zu einer Höhe von rund 700 Meter Höhe artenarme Tieflagen-Buchenwäldern und darüber mit artenarmen Tannenmischwäldern bedeckt. Das nordöstliche Ortsgebiet bis zum Gipfel des Köhlgarten (1230 m ü. NHN) ist von breiten bewaldeten Kämmen und Rücken mit Felsbildung und Hangschutt geprägt, deren Erscheinung von Porphyren und Vulkaniten bestimmt ist.

### Gliederung
Im Gebiet der früheren Gemeinde Wies liegen die Dörfer Wies, Demberg, Fischenberg, Kühlenbronn, Stockmatt und Wambach und die Höfe Ritterhof und Sägmatt. Mit Ausnahme von Demberg und Stockmatt sind die Weiler nur über Stichstraßen erreichbar.
Im früheren Gemeindegebiet liegt die Wüstung Burgacker.

## Geschichte
Wies wurde erstmals 1259 als Wisa urkundlich erwähnt. Der Name geht vermutlich auf den Fluss zurück. Die Besiedlung des Gebietes erfolgte sowohl vom Kandertal als auch von Tegernau aus. Schon zuvor wurde 1100 Dembach als Eigentum des Klosters St. Blasien erwähnt. 1278 fielen auch Wies und Kühlenbronn an das Kloster St. Blasien. 1315 gingen die Besitztümer an die Herren von Rötteln, die hier ihre Landeshoheit durchsetzen. Zwischenzeitlich gehörte Wies der Deutschordenskommende Beuggen. 1503 ging der Ort an die Markgrafschaft Baden und gehörte zur Landgrafschaft Sausenberg. 1800 erhielt es eine eigene Vogtei und hatte ein Gericht zusammen mit Demberg, Fischenberg, Kühlenbronn, Stockmatt und Wambach.
1809 wurde Wies dem Bezirksamt Schopfheim zugeordnet, 1936 kam es zum Landkreis Lörrach. Am 1. Januar 2009 wurde die zuvor selbstständige Gemeinde Wies in die neu gegründete Gemeinde Kleines Wiesental eingegliedert.

## Politik

### Beteiligung am Gemeinderat
Die frühere Gemeinde Wies gehört bis zu dessen Auflösung am 1. Januar 2009 dem Gemeindeverwaltungsverband „Kleines Wiesental“ mit Sitz in Tegernau an.
Die politischen Organe der ehemaligen Gemeinde bestanden aus einem ehrenamtlichen Bürgermeister und acht Gemeinderäten. In den Gemeinderat der neuen Gemeinde Kleines Wiesental entsendet Wies zwei Mitglieder. Der Ort hat zudem einen Ortsvorsteher und einen Ortschaftsrat mit vier weiteren Mitgliedern.

### Wappen
Blasonierung: „In Grün ein goldener Rechen.“ Der Rechen als Heuernte-Gerät soll auf den Ortsnamen „Wies“ anspielen.

## Bevölkerung

### Einwohner
Die Zahl der Einwohner in Wies entwickelte sich wie folgt:
| Jahr | Einwohner |
| ---- | --------- |
| 1852 | 1243      |
| 1871 | 1231      |
| 1880 | 1168      |
| 1890 | 1012      |
| 1900 | 905       |
| 1910 | 834       |
| 1925 | 811       |
| 1933 | 765       |

| Jahr | Einwohner |
| ---- | --------- |
| 1939 | 957       |
| 1950 | 690       |
| 1956 | 690       |
| 1961 | 767       |
| 1970 | 675       |
| 2020 | 628       |

### Religion
Wies gehörte kirchlich zur Filialkirche Demberg in der Pfarrei Weitenau, die nach der Reformation faktisch zu Tegernau überging. Ein Jahr nach der Eröffnung einer eigenen Kirche 1777 wurde 1778 eine eigene Pfarrei errichtet. Die Katholiken gehören zur Pfarrei Hausen im Wiesental.
Die Zugehörigkeit zu den Religionsgemeinschaften verteilte sich in der Vergangenheit wie folgt:
| Religionszugehörigkeit in Welmlingen | Religionszugehörigkeit in Welmlingen | Religionszugehörigkeit in Welmlingen | Religionszugehörigkeit in Welmlingen |
| Jahr                                 | Religion                             | Religion                             | Religion                             |
| ------------------------------------ | ------------------------------------ | ------------------------------------ | ------------------------------------ |
|                                      | evangelisch                          | katholisch                           | sonstige                             |
| 1858                                 | 99,0 %                               | 1,0 %                                | 0 %                                  |
| 1925                                 | 99,9 %                               | 0,1 %                                | 0 %                                  |
| 1950                                 | 94,3 %                               | 5,2 %                                | 0,4 %                                |
| 1961                                 | 89,8 %                               | 7,6 %                                | 2,6 %                                |
| 1970                                 | 90,4 %                               | 5,3 %                                | 4,3 %                                |

## Ortsbild und Bauwerke
Die eher lose Bebauung von Wies beidseitig der Köhlgartenwiese liegt hauptsächlich östlich der L 140. Westlich von der Landesstraße befinden sich nur wenige Häuser entlang der Stichstraße Richtung Wambach. Der Ortskern besteht aus einem Dorfladen, dem von der Dorfstraße etwas zurückversetzten Rathaus und dem Feuerwehrhaus. Südlich davon steht ortsbildprägend die Kirche. Die Häuser sind in der Regel maximal dreigeschossig und bestehen aus Walm- oder Satteldächern. Der Bestand an historischen Häusern ist eher gering. Die meist modernen Häuser versuchen sich die klassische Bauweise der Schwarzwaldhäuser einzugliedern.
Die Evangelische Kirche Wies wurde im September 1777 eingeweiht. Die ein Jahr später gegründete Pfarrei bediente neben Demberg, Fischenberg, Kühlenbronn und Stockmatt ab 1779 auch Wambach. Der nüchterne Kirchenbau besteht aus einem rechteckigen Langhaus und einem dreigeschossigen Glockenturm, der von einem achtseitigen, abgestuften Pyramidendach abgeschlossen wird. Das Geläut besteht aus vier Glocken. Die Orgel von 1831 enthält zwei Manuale und 23 Register.

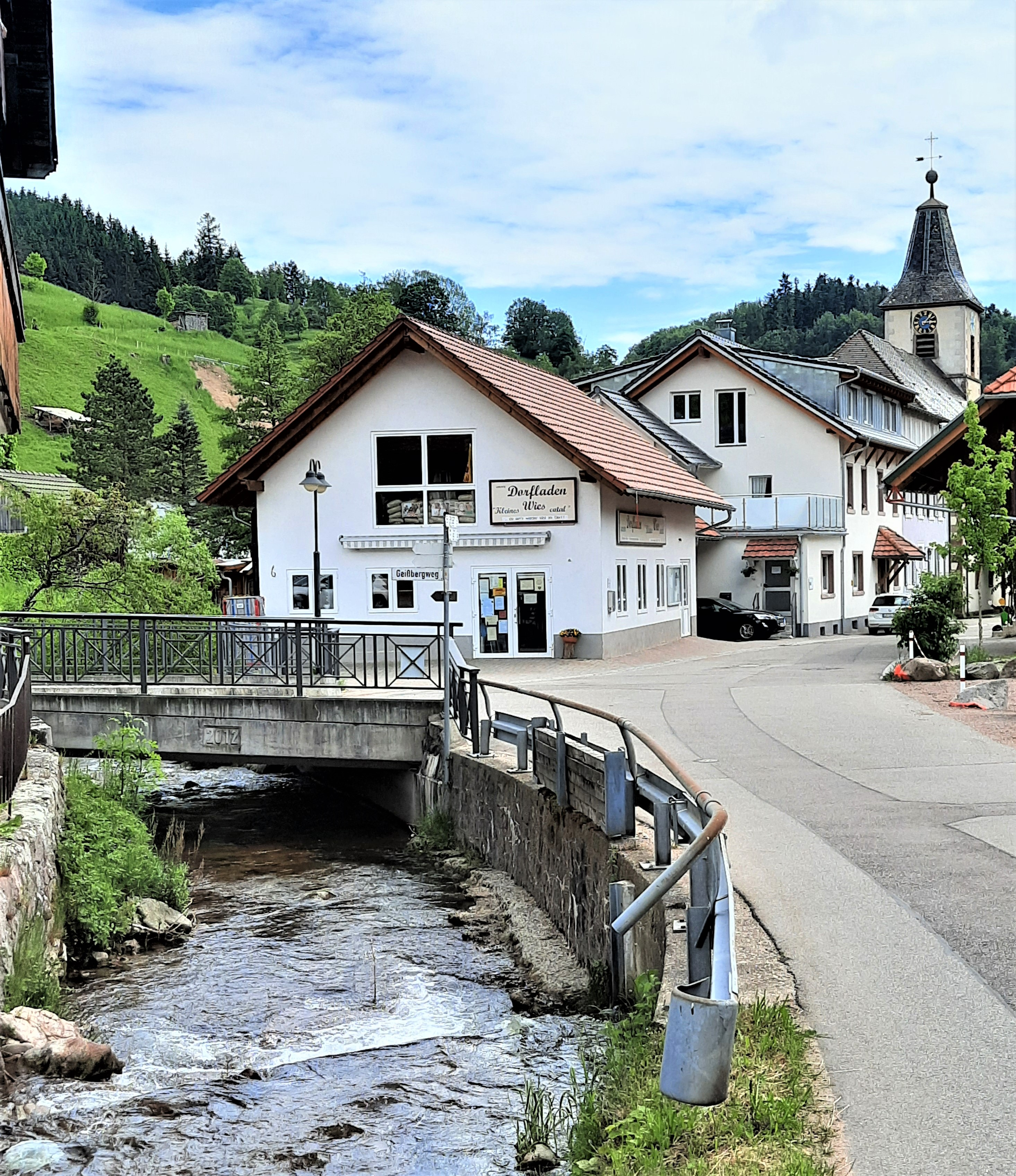
Dorfladen und Kirche
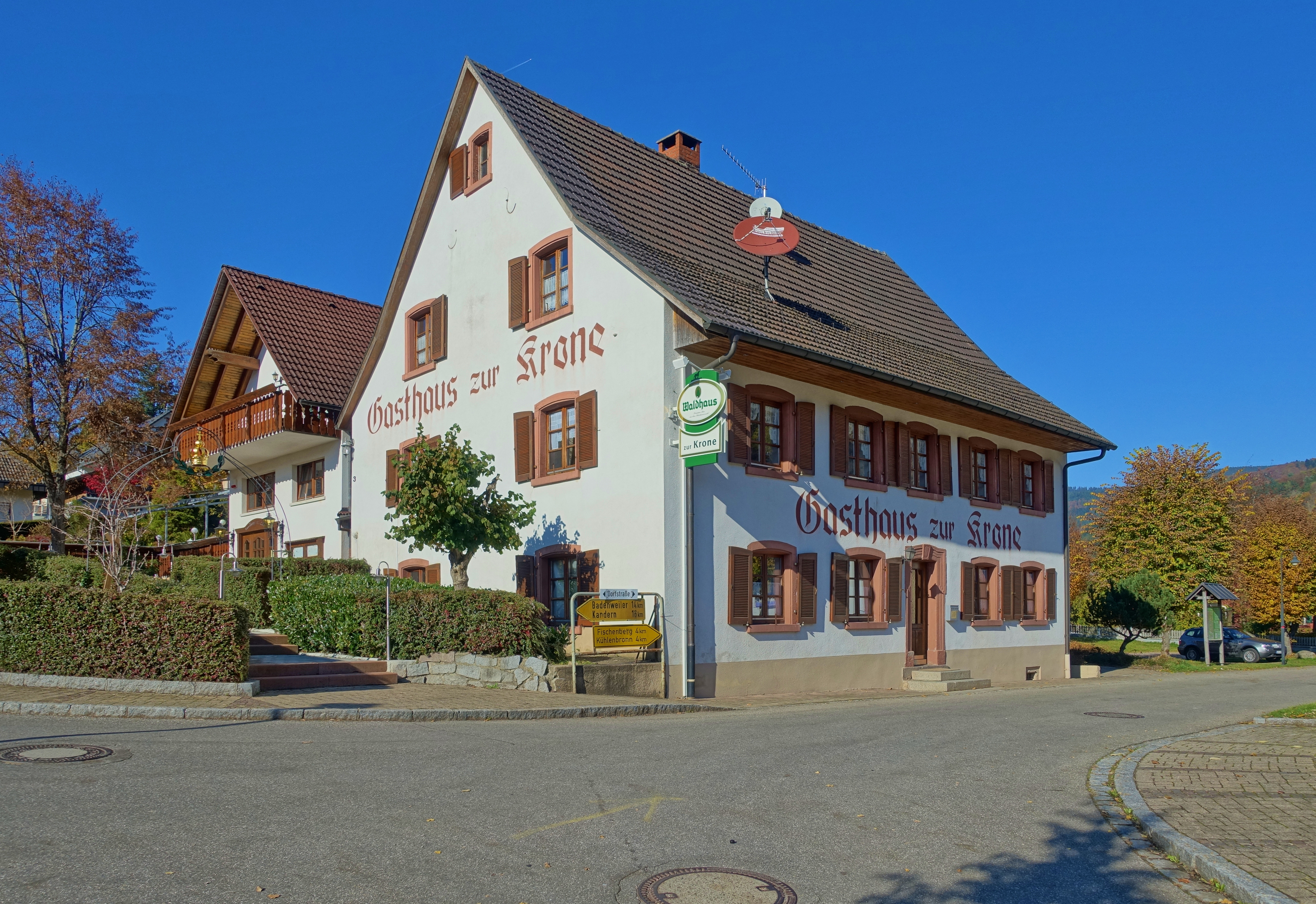
Gasthaus zur Krone
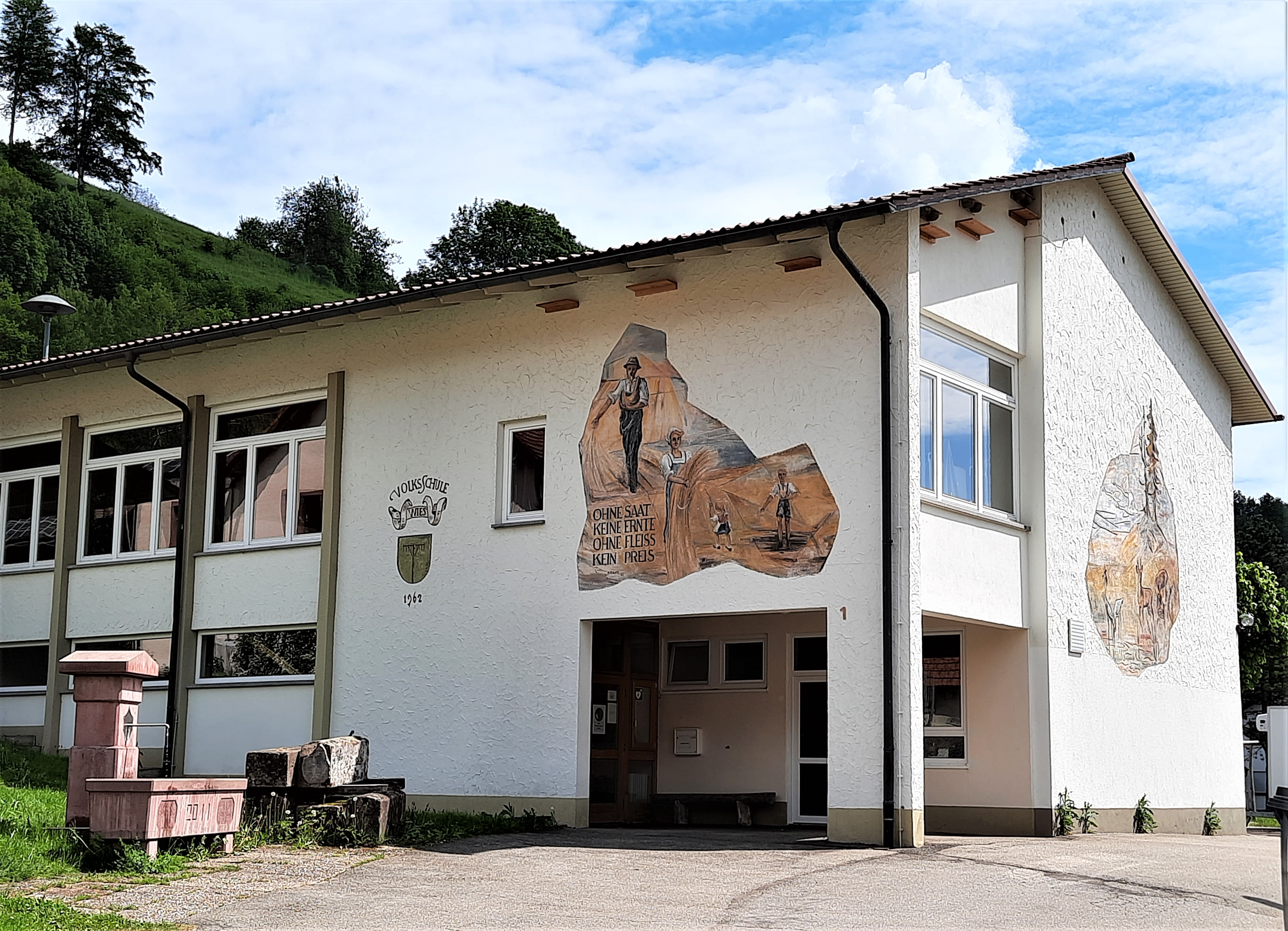
Volksschul-Gebäude

## Wirtschaft
Mit dem Rückgang der Landwirtschaft wurde Wies zum Wohnort für Berufspendler, die ihren Lebensunterhalt in Lörrach und im Raum Basel verdienen. Einen Aktivposten des Orts stellt jedoch der Fremdenverkehr dar: Verschiedene Gasthäuser bilden die touristische Infrastruktur.

## Persönlichkeiten
In Wambach wohnte und praktizierte der spätere Nobelpreisträger für Medizin Werner Forßmann von 1945 bis 1956. Hier verbrachte er auch die letzten Jahre bis zu seinem Tod 1979.